# مگ مک
مگان سالیوان مک اینرنی (متولد ۶ ژوئیه ۱۹۹۰ در سیدنی)، با نام هنری مگ مک، خواننده، ترانه‌سرا و موسیقیدان استرالیایی است. او با LittleBIGMAN Records در سال ۲۰۱۴ به صورت محلی و انترتینمنت ۳۰۰ در ایالات متحده قرارداد امضا کرده‌است.
مک به محض اینکه توانست صحبت کند شروع به توسعه آواز خود کرد. او از نوجوانی شروع به نوشتن آهنگ کرد.

## آهنگ‌شناسی
- ضربات کم (۲۰۱۷)
- امید (۲۰۱۹)
- موضوع زمان (۲۰۲۲)

## تورها
- تور استرالیا سرفصل (۲۰۱۴)[۵]
- تور استرالیا Low Blows (۲۰۱۷)
- تور برگشت نامم را به من بده (۲۰۱۸–۲۰۱۹)[۶]
- تور در ذهن من (۲۰۲۲)[۷]